# Useware (Österreich)
In Österreich sind besonders bei Softwareprodukten, die mit behördlichen oder gerichtlichen Portalen kommunizieren, Nutzungsmodelle auf Micropayment-Basis verbreitet. Pay-per-use-Modelle werden dort als Useware bezeichnet.
Die Abrechnung der Entgelte funktioniert bei Usewaremodellen nicht über Kreditkarte, sondern durchwegs über spezielle Unternehmensportale, die an die Nutzer Rechnung legen.
Der Begriff Useware ist insbesondere in der Österreichischen Rechtsinformatik so verbreitet, dass ihn auch das Bundesministerium für Justiz, das Bundeskanzleramt, die Rechtsanwaltskammern sowie die Kammer der Wirtschaftstreuhänder in offiziellen Unterlagen verwenden.
Anwendung von Useware findet derzeit ausschließlich in kommerziellen Softwareprodukten statt, die ohne Kauf (Lizenz) genützt werden können, wobei aber im Rahmen der Nutzung vorher definierte Nutzungsentgelte für bestimmte Nutzungen (pay per use, daher Useware) anfallen.
Beispiel: Eine derartige Software übermittelt Jahresabschlüsse von Steuerberatern an Gerichte. Pro Nutzung verrechnet der Softwarehersteller vom Anwender einen Euro. Die Einhebung derartiger Usewareentgelte erfolgt entweder über ein Portal des Softwareherstellers (Abbuchung auf den Kundenaccount) oder über Dritte (öffentlicher Online-Dienst mit Bezahlkomponente).
Useware war in Österreich bereits zu Bildschirmtext (BTX)-Zeiten verbreitet und nahm hier eine der ersten relevanten Anwendungen im Bereich von Micropayment ein. In der BTX-Phase waren UseWare-Modelle in allen Anwendungssparten von Software üblich, auch etwa bei Spielen oder anderer Unterhaltungssoftware. Die Konzentration auf kommerzielle Anwendungen oder solche des E-Government ergab sich erst ab Mitte der 1990er Jahre nach dem Ablösen von BTX-Anwendungen durch Internet-Applikationen.